# Ciak d'oro 1988
3ª edizione dei Ciak d'oro tenutasi nel 1988. La pellicola cinematografica che ottiene il maggior numero di premi è L'ultimo imperatore di Bernardo Bertolucci con cinque riconoscimenti.

## Vincitori e candidati
I vincitori sono indicati in grassetto, a seguire gli altri candidati.

### Miglior film
- L'ultimo imperatore di Bernardo Bertolucci

### Miglior regista
- Bernardo Bertolucci - L'ultimo imperatore

### Migliore attore protagonista
- Marcello Mastroianni - Oci ciornie

### Migliore attrice protagonista
- Ornella Muti - Io e mia sorella

### Migliore attore non protagonista
- Marco Messeri - Le vie del Signore sono finite
  - Angelo Infanti - Sottozero
  - Ciccio Ingrassia - Domani accadrà
  - Enzo Cannavale - 32 dicembre
  - Eros Pagni - Topo Galileo

### Migliore attrice non protagonista
- Giulia Boschi - Da grande ed Elena Sofia Ricci - Io e mia sorella (ex aequo)
  - Margherita Buy - Domani accadrà
  - Nancy Brilli - Sotto il ristorante cinese
  - Silvana Mangano - Oci ciornie

### Migliore opera prima
- Carlo Mazzacurati - Notte italiana

### Migliore sceneggiatura
- Alexander Abadascian, Nikita Sergeevič Michalkov, Suso Cecchi D'Amico - Oci ciornie
  - Marco Ferreri, Rafael Azcona - Come sono buoni i bianchi!
  - Franco Amurri, Stefano Sudriè - Da grande
  - Daniele Luchetti, Franco Bernini, Angelo Pasquini, Sandro Petraglia - Domani accadrà
  - Bernardo Bertolucci, Mark Peploe - L'ultimo imperatore (The Last Emperor)
  - Franco Bernini, Carlo Mazzacurati - Notte italiana

### Migliore fotografia
- Vittorio Storaro - L'ultimo imperatore
  - Giuseppe Rotunno - Giulia e Giulia
  - Giuseppe Lanci - La visione del sabba
  - Franco Di Giacomo - Oci ciornie
  - Tonino Nardi - Regina

### Migliore sonoro
- Franco Borni - Notte italiana
  - Alessandro Zanon- Da grande
  - Franco Borni - Domani accadrà
  - Tiziano Crotti - Kamikazen - Ultima notte a Milano
  - Franco Borni e Gianni Sardo - Regina

### Migliore scenografia
- Ferdinando Scarfiotti, Bruno Cesari, Osvaldo Desideri - L'ultimo imperatore
  - Giancarlo Basili, Leonardo Scarpa - Domani accadrà
  - Lorenzo Baraldi - La coda del diavolo
  - Mario Garbuglia - Oci ciornie
  - Davide Bassan - Opera

### Migliore montaggio
- Gabriella Cristiani - L'ultimo imperatore
  - Mirco Garrone - Notte italiana
  - Enzo Meniconi - Oci ciornie
  - Franco Fraticelli - Opera
  - Claudio Di Mauro - Soldati - 365 all'alba

### Migliore costumi
- Carlo Diappi - Oci ciornie
  - Marina Sciarelli, Alberte Barsacq - Domani accadrà
  - Nanà Cecchi - Gli occhiali d'oro
  - Christiana Lafayette - Le vie del Signore sono finite
  - Lia Francesca Morandini - Opera

### Migliore colonna sonora
- Fiorenzo Carpi - Notte italiana
  - Piero Piccioni - Cronaca di una morte annunciata
  - Nicola Piovani - Domani accadrà
  - Carlo Crivelli - La visione del sabba
  - Pino Daniele - Le vie del Signore sono finite

### Miglior manifesto
- Opera

### Migliore film straniero
- Full Metal Jacket di Stanley Kubrick

### Targa speciale
- Renato Pozzetto - Carlo Verdone - Monica Vitti - Tullio Solenghi, Anna Marchesini e Massimo Lopez